# Tiburones Rojos de Veracruz
Club Deportivo Veracruz, znany jako Tiburones Rojos de Veracruz – meksykański klub piłkarski z siedzibą w mieście Veracruz, w stanie o tej samej nazwie. Dwukrotny mistrz Meksyku oraz dwukrotny zdobywca pucharu kraju. Domowe mecze rozgrywa na obiekcie Estadio Luis „Pirata” Fuente.
W grudniu 2019 Federación Mexicana de Fútbol Asociación ogłosiło wycofanie się Veracruz z Ligi MX, Pucharu Meksyku oraz wszystkich rozgrywek młodzieżowych z powodu długów względem zawodników i pracowników klubu, problemami z akademią oraz zadłużeniem wobec ligi.

## Osiągnięcia

### Krajowe
- Liga MX

| zwycięstwo (2):     | 1946, 1950 |
| drugie miejsce (0): | –          |

- Copa MX

| zwycięstwo (2):     | 1948, 2016 (C)   |
| drugie miejsce (3): | 1950, 1968, 1995 |

- Campeón de Campeones

| zwycięstwo (2):     | 1946, 1950 |
| drugie miejsce (1): | 1948       |

- Supercopa MX

| zwycięstwo (0):     | –    |
| drugie miejsce (1): | 2016 |

## Historia
Klub założony został w kwietniu 1943 roku i gra obecnie w pierwszej lidze meksykańskiej (Liga MX).

## Piłkarze

### Aktualny skład
Stan na 1 września 2017.
| Nr | Poz. | Piłkarz                      |
| -- | ---- | ---------------------------- |
| 2  | OB   | Kristian Álvarez             |
| 3  | OB   | Lucas Rodríguez              |
| 4  | OB   | José Manuel Velázquez        |
| 5  | OB   | Guido Milán                  |
| 6  | PO   | Luis Martínez                |
| 7  | NA   | Martín Bravo                 |
| 8  | PO   | Manuel Viniegra              |
| 9  | PO   | Leandro Velázquez            |
| 10 | NA   | Daniel Villalva              |
| 11 | NA   | Cristian Menéndez            |
| 12 | OB   | Miguel Cancela               |
| 13 | BR   | Melitón Hernández            |
| 14 | PO   | Cristian Pellerano (kapitan) |
| 15 | PO   | Giovani Hernández            |
| 16 | PO   | Rafael Acosta                |
| 17 | PO   | Fredy Hinestroza             |

| Nr | Poz. | Piłkarz           |
| -- | ---- | ----------------- |
| 18 | OB   | Osmar Mares       |
| 19 | PO   | Edgar Andrade     |
| 20 | OB   | Jefferson Murillo |
| 21 | PO   | Adrián Luna       |
| 22 | PO   | Diego Chávez      |
| 23 | OB   | Richard Ruiz      |
| 24 | OB   | José Arturo Rivas |
| 25 | NA   | Rodrigo Holgado   |
| 26 | PO   | Christian Valdéz  |
| 27 | PO   | Óscar Vera        |
| 28 | OB   | Jesús Paganoni    |
| 29 | PO   | Hugo Cid          |
| 30 | NA   | Leandro Díaz      |
| 31 | PO   | Matías Santos     |
| 33 | BR   | Sergio García     |